# Boogaloo
Boogaloo — двадцатый студийный альбом шотландской рок-группы Nazareth, вышедший в 1998 году.
Последняя студийная запись барабанщика группы Дэрела Свита, скончавшегося в следующем, 1999 году, от сердечного приступа.
Дэн Маккаферти вспоминает: «Группа снова обновляется: приходят Джимми Мюрисон и Ронни Лихи. Свежие веяния, приятное оживление. А вскоре удар: нас навсегда покидает Дэрел».
Песня «Party in the Kremlin» (рус. Вечеринка в Кремле) в ироническом ключе описывает «новорусские» порядки в постперестроечной России.

## Список композиций
Слова и музыка всех песен — Мэнни Чарлтон, Дэн Маккаферти, Пит Эгнью, Дэрел Свит, Ронни Лихи.
| №                   | Название                | Длительность |
| ------------------- | ----------------------- | ------------ |
| 1.                  | «Light Comes Down»      | 3:31         |
| 2.                  | «Cheerleader»           | 3:14         |
| 3.                  | «Lover Man»             | 4:30         |
| 4.                  | «Open Up Woman»         | 4:29         |
| 5.                  | «Talk Talk»             | 3:52         |
| 6.                  | «Nothing So Good»       | 5:08         |
| 7.                  | «Party in the Kremlin»  | 3:37         |
| 8.                  | «God Save the South»    | 6:35         |
| 9.                  | «Robber and the Roadie» | 4:22         |
| 10.                 | «Waiting»               | 5:46         |
| 11.                 | «May Heaven Keep You»   | 5:46         |
| Общая длительность: | Общая длительность:     | 50:45        |

| №                   | Название            | Длительность |
| ------------------- | ------------------- | ------------ |
| 12.                 | «Laid to Wasted»    | 4:17         |
| 13.                 | «Walk By Yourself»  | 5:03         |
| Общая длительность: | Общая длительность: | 60:11        |

## Участники записи
Приведены по сведениям базы данных Discogs.
Nazareth:
- Дэн Маккафферти — ведущий вокал
- Джимми Мюрисон — гитара
- Ронни Лихи[англ.] — клавишные
- Пит Эгнью — бас-гитара, бэк-вокал
- Дэрел Свит — ударные

| приглашённые музыканты: - Ли Эгнью — перкуссия - The Kick Horns — духовая секция - Саймон Кларк — альт- и баритон-саксофон - Тим Сандерс — тенор-саксофон - Родди Лоример — труба - Пол Спонг — труба | Технический персонал: - Майк Джинг — музыкальный продюсер, звукорежиссёр - Nazareth — музыкальный продюсер - Дуг Кук — ассистент звукорежиссёра - Саша Янкович — ассистент звукорежиссёра - Дэн Прист — инженер сведе́ния, фотографии - Эрик Хайн — мастеринг-инженер |